# Timple
Die Timple ist das typische Saiteninstrument der Kanarischen Inseln. Sie gehört zur Gruppe der gitarrenähnlichen iberischen Kastenhalslauten und wird traditionell als Begleitinstrument zusammen mit anderen Instrumenten bei Liedern und Tänzen benutzt. Sie ähnelt stark der Ukulele. Eine Timple größerer Bauart wird auch Contra genannt. Timple ist sprachverwandt mit Tiple, einem anderen Namen der Timple, mit dem heute hauptsächlich Kastenhalslauten in Lateinamerika bezeichnet werden. 
Alle Anzeichen deuten darauf hin, dass die ersten Timplebauer auf Lanzarote zu suchen sind – der Insel, die als erste ab 1402 von Jean de Béthencourt erobert wurde. In der ehemaligen Inselhauptstadt Teguise befindet sich noch heute eine bekannte Timple-Werkstatt.

## Bauform

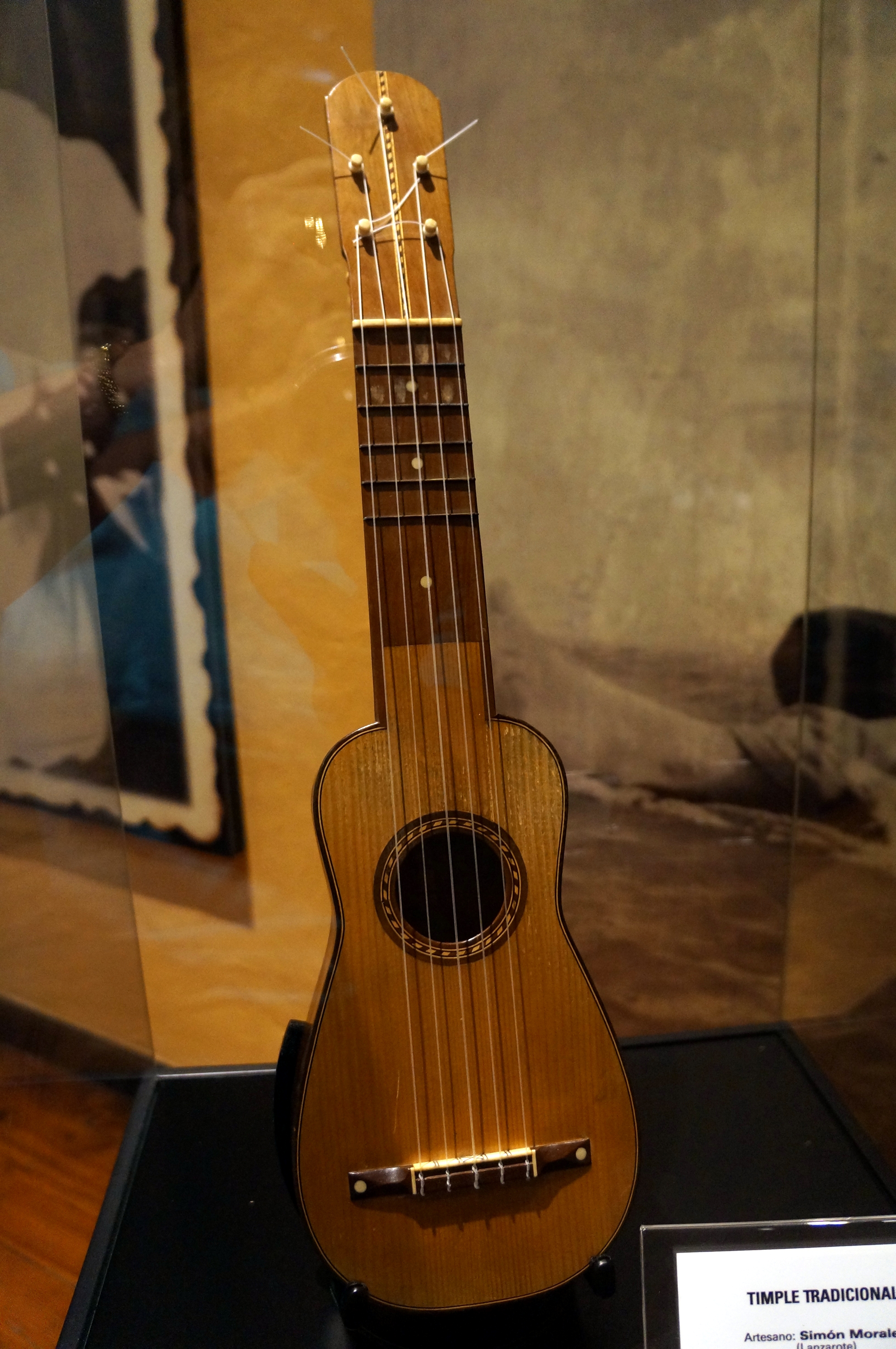
Timple, Casa-Museo Del Timple, Lanzarote.

Eine handgefertigte Timple aus Teguise hat etwa folgende Abmessungen:
Gesamtlänge 61 cm, verteilt auf:
- Kopfplatte, Wirbel, Sattel 15 cm
- Hals, Halsbreite 5 cm, Griffbrett, 12 Bünde 20 cm
- Korpus, Resonanzkörper, 26 cm.

Die Mensur der Timple liegt bei 40 cm. Der Resonanzkörper hat im Umriss die Form einer schlanken Acht, mit einer Breite von 12 bis 16 cm. Auf der Decke, zwischen Schallloch und Halsansatz, ist ein Schlagschutz, Golpeador, befestigt. Die Saiten führen über den Steg zum Saitenhalter am unteren Korpusrand. Die Decke liegt auf den Zargen, die an den Enden der Acht 5 cm und in der Mitte 6 cm hoch sind. Die unterschiedlich hohen Zargen tragen den gewölbten Resonanzkörperboden, das Kennzeichen der Timple. An der höchsten Stelle ist der Resonanzkörper 8,5 cm hoch. Die Wölbung beziehungsweise der Höcker hat der Timple auch den Namen das wohlklingende Kamelchen, span. el camellito sonoro, gegeben. Das ist der wahre Unterschied der Timple zu den spanischen und portugiesischen Kleingitarren.
Die Resonanzdecke der Timple besteht aus Zirbelkiefern-, Zedern- oder Lindenholz, die Zargen und der Boden bestehen aus Palo Santo (das biegsame Holz des Guajakbaums), aus Ahornholz-Arten, Zypressen- oder Walnussholz.

## Stimmlagen
Die Stimmlage ist Sopran, Diskant, span. Tiple, eng. Treble. Die Standard-Stimmung der 5-saitigen Timple, fünfte bis erste Saite: g-c-e-a-d, in einer Oktave. Auf Teneriffa gibt es eine 4-saitige Timple, hier fehlt die fünfte Saite: c-e-a-d.

## Herkunft
1402 begann die Eroberung der Kanaren und endete 1496, wobei die Kultur der Ureinwohner, der Altkanarier, nahezu ausgerottet wurde. Die Altkanarier hatten keine Saiteninstrumente, wie der Dichter Antonio de Viana 1604 auf Teneriffa erklärte, der beschrieb, dass die Kolonisten die Gitarren mitgebracht hatten. Aus den frühen Tagen der Inquisition ist ein Fall gegen den Bürger Millares bekannt, der während einer Prozession Gitarre gespielt hat, wobei Tausende mitsangen. In notariellen Briefen vom 16. bis zum 18. Jahrhundert sind Warenbestände von großen und kleinen Gitarren aufgezählt.
Die Spanier, möglicherweise auch vorher die Berber und Mauren, könnten ihr Wissen über den Bau von Saiteninstrumenten mit auf die Inseln gebracht haben. Zwei Melodiesaiten liegen eine Quinte auseinander, die anderen drei Begleitsaiten in Oktaven. Man nimmt an, dass es Verbindungen von Lanzarote zur etwa 120 Kilometer entfernten westafrikanischen Küste von Mauretanien bis Guinea, und ins Inland über Mali nach Niger gab. 
1752 veröffentlichte Pablo Minguet in Madrid eine Methode, um "la guitarra, el tiple y la vandola" zu erlernen. Diese Methode ist die erste, die in ihrer Art bekannt ist. Darin ist zu erkennen, dass diese alte Tiple und die moderne kanarische Timple die gleiche Besaitung, die gleiche Stimmung und die gleiche Weise zu spielen hat.
Möglicherweise entwickelte sich die Timple aus der Barockgitarre, welche spanische Kolonisten auf die Inseln mitgebracht hatten. Die Instrumente wurden nach der Höhe der Tonlage eingestuft, Bass, Tenor, Sopran, wie in einem Chor. Das höchste Instrument wurde allgemein Diskant oder Tiple genannt. Das in timple ergänzte m ist durch Epenthese, Einschaltung eines Lautes, zu erklären.

## Verwendung in der Musik

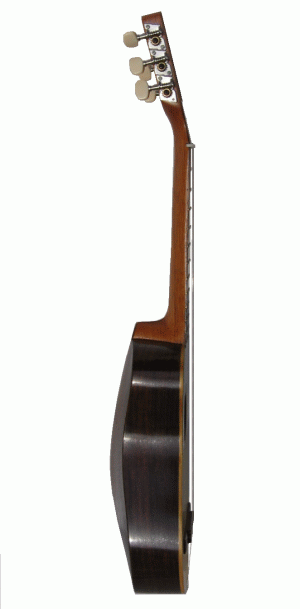
Timple „Höcker“

### Solistisch
Populäre Timple-Solisten sind:
- Totoyo Millares, der Wegbereiter
- José Antonio Ramos
- Benito Cabrera
- Domingo Rodríguez Oramas "El Colorao"
- José Manuel Aldana

### Gruppen, Kapellen
Standardbesetzung zur Begleitung:
Einige Gitarren, Lauten und Bandurrias (eine Form der Bandola, eine Oktave höher als die Laute), ein oder zwei Timple, ein Tamburin und manchmal noch Triangeln und Schaber.
Lieder und Tänze: Aires de Lima, Folías, Seguidilla, Malagueña, Isa, Tajaraste (einziger überlieferter Tanz der Altkanarier), Sorondongo, Polka, Mazurka und Berlina
Bekannte Gruppen: 
- Los Sabandeños und Añoranza, Teneriffa
- Los Gofiones, Gran Canaria
- Taburiente, La Palma
- Toñin Corujo Quartett, Lanzarote

## Spieltechnik

### Haltung
Im Stehen steckt man das Instrument mit der unteren Mitte, wo der Saitenhalter ist, in den rechten inneren Ellenbogen. Beim Sitzen setzt man die untere Zarge in Verlängerung des Mittelpunktes des Steges auf den rechten Oberschenkel. Der rechte Unterarm liegt auf der oberen Zarge bei der Verlängerung des Steges zur Zarge.

### Rechte Hand
Die Spieltechnik ist, unter Berücksichtigung der kleineren Bauart, wie bei einer Gitarre. Die Finger der rechten Hand schlagen oder zupfen die Saiten über dem Golpeador.
Der kleine Finger wird nicht benutzt; das trägt zu schnelleren Bewegungen der rechten Hand bei.
Das Handgelenk muss einen Abstand von drei oder vier Fingern über der Resonanzdecke haben. Die rechten Finger sollten nicht auf die Resonanzdecke schlagen.
Zum Arpeggio, harfenartig, benutzt man normalerweise den Daumen für die fünfte und vierte Saite, den Zeigefinger für die dritte, den Mittelfinger für die zweite und den Ringfinger für die erste Saite.
Im Punteado, Stimmenspiel, verwendet man in den meisten Fällen die Kombination aus Zeige- und Mittelfinger, obgleich auch alle Kombinationen mit anderen Fingern möglich sind.
Rasgueado der Timple:
der allgemein übliche Rasgueado im ¾ Takt ist der folgende:

Man schlägt mit der rechten Hand über alle Saiten abwärts gleichzeitig mit dem Zeige-, Mittel- und Ringfinger. Je einmal für die erste und zweite Viertelnote. Für den Aufschlag hält man den Daumen und den Zeigefinger zu einem Halbkreis geöffnet. Man schlägt aufwärts über alle Saiten, mit zwei Schlägen, zuerst mit dem Daumen, dann mit dem Zeigefinger mit einer einzigen Bewegung des Handgelenkes, und dann abwärts wie oben, alles während der dritten Viertelnote ausführen.

### Linke Hand
Der Daumen wird parallel zur Abstützung der Greiffinger hinter dem Hals geführt. Die Finger der linken Hand sind folgendermaßen durchnummeriert:
1 = Zeigefinger, 2 = Mittelfinger, 3 = Ringfinger, 4 = Kleiner Finger
Die Finger 1, 2, 3 und 4 müssen die Saiten mit den Fingerkuppen berühren und bilden ein Halbrund mit den Fingern, ohne den Hals eng zu umgreifen. Die linke Hand trägt nicht das Gewicht der Timple. Das Öffnen und das Schließen des Ellenbogens erleichtern das Greifen in bestimmten schwierigen Positionen.